# Grosse Bischofsmütze
Grosse Bischofsmütze är ett berg i Österrike.   Det ligger i förbundslandet Salzburg, i den centrala delen av landet, 230 km väster om huvudstaden Wien. Toppen på Grosse Bischofsmütze är 2 458 meter över havet, eller 795 meter över den omgivande terrängen. Bredden vid basen är 7,2 km.
Terrängen runt Grosse Bischofsmütze är bergig åt nordost, men åt sydväst är den kuperad. Närmaste större samhälle är Radstadt, 13,9 km söder om Grosse Bischofsmütze. 
I omgivningarna runt Grosse Bischofsmütze växer i huvudsak blandskog. Runt Grosse Bischofsmütze är det ganska glesbefolkat, med 42 invånare per kvadratkilometer.